# Pierre Drieu la Rochelle
Pierre-Eugéne Drieu la Rochelle (ur. 3 stycznia 1893 w Paryżu, zm. 15 marca 1945 pod Paryżem) – francuski prozaik, poeta, dramaturg i publicysta, przedstawiciel pokolenia, które francuscy historycy określili mianem nonkonformistów lat 30., podczas okupacji niemieckiej lat 1940–1944 zaliczany do tzw. ultrasów kolaboracji z Niemcami.

## Młodość i początki kariery literackiej
Po wybuchu I wojny światowej został zmobilizowany do armii francuskiej. Podczas walk kilkakrotnie był ranny. W 1917 r. został zdemobilizowany i powrócił do Paryża. W tym roku zadebiutował jako poeta tomem wierszy Interrogation, napisanym w szpitalu wojskowym pod wrażeniem wydarzeń na froncie, zainspirowanym utworami Paula Claudela. To pierwsze dzieło Drieu La Rochelle'a miało kłopoty z cenzurą, gdyż obraz wojny, przedstawiony przez niego, mógł budzić nastroje pacyfistyczne. Zostało ono natomiast bardzo przychylnie przyjęte przez krytykę literacką. Pochlebną ocenę dał m.in. Louis Aragon, co stało się początkiem krótkiej, ale burzliwej przyjaźni między obu pisarzami. Wojna była najważniejszym, fundamentalnym wręcz doświadczeniem duchowym dla Drieu La Rochelle. Wojenne przeżycia uformowały jego katastroficzne, pesymistyczne widzenie świata z podkreśleniem całkowitej bezradności jednostki wobec dziejącej się wokół masakry. Zaatakował więc nowoczesną wojnę za jej anonimowy i bezduszny charakter, bo czasy, kiedy żołnierz wyruszał do walki w obronie „narodu”, „cywilizacji” czy „ojczyzny”, bezpowrotnie minęły, wartości te w nowoczesnym świecie straciły znaczenie. W 1920 r. wydał kolejny zbiór wierszy Fond de cantine, ale po nim zaprzestał w zasadzie uprawiać lirykę. Na początku lat 20. ukazały się zbiory jego esejów politycznych (Etat civil, Mésure de la France). Odtąd jego twórczość zaczęła biec niemal równolegle dwoma torami – publicystycznym oraz powieściowym. W tym czasie związał się też z dadaistami i surrealistami, lecz zraziły go do nich skrajnie lewicowe poglądy polityczne. Jego publicystyka tego okresu (Mesure de la France, 1922; Le jeune d’Européen, 1927; Géneve ou Moscou, 1928) wyrażała poglądy liberalno-pacyfistyczne (z gorącą pochwałą Ligi Narodów), zaś powieści (L’Homme couvert de femmes, 1921) – libertyński nastrój „szalonych lat” powojennych. Były one przepełnione nastrojem dekadentyzmu, w który popadła burżuazja, będąca symbolem upadku – pozbawiona energii, rozczarowana życiem i rozpustna. Sam Drieu La Rochelle przejął taki styl życia, odwiedzając domy publiczne i zażywając narkotyki. Pierwsze małżeństwo z Żydówką, Colette Jéramec, zakończyło się szybkim rozwodem.

## Działalność polityczno-publicystyczna
W latach 20. pisarz podjął współpracę z Action française, a następnie z faszystowską Francuską Partią Ludową (Parti populaire français, PPF), m.in. jako redaktor pisma "L`Émancipation Nationale".

## Twórczość literacka w latach 30.
Lata 30. były najlepszym okresem twórczym P. Drieu La Rochelle. Napisał wówczas powieści: „Le Feu follet” (1931), „Drôle de voyage” (1933), „Beloukia” (1936), „Reveuse bourgeoisie” (1937), „Gilles” (1939) i zbiór nowel „La Comédie de Charleroi” (1934). Połączył w nich udanie dwie tradycje powieści francuskiej – z jednej strony kontynuował tradycję Balzakowskiego realizmu, zaś z drugiej był utalentowanym uczniem wielkich psychologów, Amiela, Maurice Barrèsa i Marcela Prousta. Podkreślając urodę jego stylu pisarskiego, psychologiczną subtelność i wnikliwość, z jaką analizował relacje łączące kobietę i mężczyznę, krytycy różnią się w ocenie, które z jego książek należy uznać za najlepsze. Pisał także do pism literackich, m.in. do „La Nouvelle Revue Française”. W rezultacie stał się czołową postacią francuskiego życia literackiego w okresie międzywojennym. Nie był jednak związany bliżej z żadną grupą literacką.

## Okupacja niemiecka
Po agresji Niemiec na Francję i jej kapitulacji w czerwcu 1940 r., Pierre Drieu La Rochelle zdecydowanie poparł kolaborację z okupantami. Zdecydował się pozostać w Paryżu. Początkowo poparł politykę prowadzoną przez przywódcę Francji Vichy, marszałka Philippe’a Pétaina. Szybko jednak zaczął ją krytykować za chwiejność i brak zdecydowania, a przede wszystkim za zbyt słabą współpracę z Niemcami. Miał własną wizję przyszłości Europy, w której nie widział miejsca dla narodów w ich obecnym kształcie. Francja musiała zginąć jako polityczna rzeczywistość, także Francuzi jako naród nie mieli już racji istnienia. Europa – według jego idei – to wspólnota duchowa obywateli wyzwolonych ze swojej przeszłości (politycznej i kulturowej), zdolnych tworzyć nowe wartości. To również kontynent bez żadnych granic, nacjonalizmów i demokracji. Zwycięstwo III Rzeszy miało uratować cywilizację europejską przed zagrażającym jej barbarzyństwem „azjatyckiego” sowietyzmu z jednej, a amerykanizmu z drugiej strony, natomiast zaprowadzić niezmechanizowany i nieegalitarny „europejski socjalizm narodowy”. W jego publicystyce pojawiły się wówczas po raz pierwszy wątki rasistowskie i antysemickie, gdyż wspólna Europa miała być tworzona przez „prawdziwych Europejczyków”, nieskażonych „biologicznym fatalizmem”, cechującym Żydów. Natomiast Niemcy dali szansę Francji po 1940 r. bycia sobą – „nordycki element” miał wprowadzić zdrowy ład na „zre-germanizowanym” kontynencie, zapewnić równowagę między elementami „nordyckimi” i „śródziemnomorskimi”.
Rozwijała się jego twórczość literacko-publicystyczna. Został redaktorem pisma „Je suis partout” oraz wychodzącego dalej pod okupacją pisma literackiego „La Nouvelle Revue Française”, z którym blisko współpracował w okresie międzywojennym. Opublikował kolejne książki: zbiory publicystyki (Notes pour comprendre le siècle, Le Français d’Europe) oraz kolejne powieści (L’Homme à cheval, Les Chiens de paille) i dramaty (Charlotte Corday, Le Chef).
Pod koniec 1942 r. w poglądach Pierre’a Drieu La Rochelle pojawiło się rozczarowanie rzeczywistością, związane z pierwszymi klęskami wojsk niemieckich na Wschodzie. Doszedł do wniosku, że jego nadzieje nie mają szans na spełnienie, a Europa zostanie w najbliższym czasie zniszczona i ponownie podzielona. Adolf Hitler nie zdoła ziścić jego idei, gdyż nie jest „europejskim”, lecz tylko niemieckim nacjonalistą. W rezultacie do jego twórczości literackiej ponownie powróciły wątki dekadenckie – pisarz przyoblekł się w szaty proroka wieszczącego zagładę Francji i Europy. Zwątpił też w literaturę, ponieważ nie dawała mu już poczucia duchowej siły, przestała być aktem twórczym, za pomocą którego mógłby formować nową rzeczywistość. Taką siłą stała się teraz śmierć, którą obsesyjnie gloryfikował na kartach swego dziennika. Jednakże nie wyrzekł się faszystowskich przekonań o potrzebie przebudowy Europy. Nadał im tylko nowy, apokaliptyczny wymiar – zniszczenie miało być kolejną drogą do osiągnięcia duchowej rewolucji zmieniającej postać świata.
Kiedy wojska alianckie zbliżały się do Paryża w sierpniu 1944 r., Drieu La Rochelle podjął pierwszą próbę samobójczą, biorąc dużą dawkę środków nasennych. Ponownie chciał się zabić w szpitalu, podcinając sobie żyły. Zaprzyjaźnieni z nim pisarze André Malraux i Louis Aragon próbowali umożliwić mu ucieczkę do Szwajcarii lub Hiszpanii, ale Drieu la Rochelle odmówił i ukrył się na prowincji. Ostatecznie 15 marca 1945 r. otruł się środkami nasennymi w amerykańskim szpitalu polowym, nie rozpoznany przez nikogo.

## Podsumowanie
Pierre Drieu la Rochelle pragnął stworzyć nową ideologiczną syntezę lewicy i prawicy, odrzucającej to, co było – jego zdaniem – „dekadenckie” w nich obu. Wzywał więc np. do zespolenia kapitalizmu i komunizmu, potępiając zarazem ich materializm i kładąc nacisk na bardziej „duchowe” podejście do polityki. Wyznawany przez niego europeizm, a nawet swoisty kosmopolityzm, wynikał w dużej części z jego krytycznego stosunku do nacjonalizmu, w którym widział anachronicznego oraz niebezpiecznego duchowo i politycznie dziedzica XIX-wiecznego materializmu.
Badacze uważają Pierre’a Drieu la Rochelle za najwybitniejszego, obok Roberta Brasillacha, przedstawiciela nurtu tzw. romantyzmu faszystowskiego.

## Twórczość
- 1917: Interrogation
- 1920: Fond de cantine
- 1921: État-civil
- 1922: Mesure de la France, Grasset, coll. «Les Cahiers verts»
- 1924: Plainte contre inconnu
- 1925: L’homme couvert de femmes
- 1927: Le Jeune Européen
- 1928: Genève ou Moscou
- 1928: Blèche
- 1930: Une femme à sa fenêtre
- 1931: L’Europe contre les patries
- 1931: Le Feu follet
- 1934: La comédie de Charleroi
- 1934: Socialisme fasciste
- 1936: Béloukia
- 1936: Doriot ou la vie d'un ouvrier français
- 1937: Avec Doriot
- 1937: Rêveuse Bourgeoisie
- 1939: Gilles
- 1941: Ne plus attendre
- 1941: Notes pour comprendre le siècle
- 1943: L’homme à cheval
- 1944: Les chiens de paille (wznowione w 1964)
- 1944: Mémoires de Dirk Raspe (wznowione w 1966)